# Sergio Pezzotta
Sergio Fabián Pezzotta (Rosario, 28 de noviembre de 1967) es un exárbitro internacional de fútbol argentino, que se desempeñó en la máxima categoría de su país entre 1999 y 2016. A su vez, fue árbitro FIFA por doce años, tras ser incluido en la lista en el año 2000.

## Trayectoria
Debutó en la Primera División de Argentina el 5 de abril de 1999 en un partido entre Talleres de Córdoba y  Estudiantes de La Plata, con victoria local por 2 a 0. Pezzotta ha dirigido 260 partidos del fútbol argentino con 109 victorias locales, 77 empates y 75 victorias para los visitantes, es réferi FIFA desde el año 2000.
Entre sus partidos más importantes en el torneo argentino de fútbol, deben destacarse tres "Superclásicos" oficiales entre River Plate y Boca Juniors, todos ellos disputados en el estadio de la Bombonera en los años 2004, 2006 y 2007. En diciembre de 2006, Pezzotta fue el primer árbitro argentino en dirigir una final de desempate del torneo local, que disputaron en el estadio José Amalfitani los equipos de Estudiantes de La Plata y Boca Juniors, con victoria por 2-1 para los primeros. 
Pezzotta es también uno de los árbitros mejor considerados en el ámbito sudamericano. Estuvo preseleccionado para acudir a la Copa del Mundo FIFA 2010, pero una lesión lo dejó fuera de las pruebas preliminares. Participó como representante argentino del arbitraje en la Copa América Venezuela 2007 en la cual tuvo a cargo tres partidos, incluyendo el choque por cuartos de final entre México y Paraguay. A nivel continental de clubes, pitó importantes compromisos, como la semifinal de vuelta de la Copa Libertadores entre Club de Fútbol Profesional de la Universidad de Chile y Club Deportivo Guadalajara  el 3 de agosto de 2010 en el Estadio Nacional de Chile.
El 6 de diciembre de 2010 fue elegido como Secretario General del Sindicato de Árbitros (SADRA) en la Provincia de Santa Fe en su primera participación en el ámbito sindical por clara diferencia en el sufragio. Su mandato se extenderá por 4 años.
El miércoles 22 de junio de 2011 dirigió el partido de vuelta entre Santos y Peñarol, por la final de la copa Santander Libertadores (ganó Santos 2 a 1).

## Promoción entreRiver PlateyBelgrano de Córdobaen 2011
El 26 de junio de 2011, dirigió en la revancha de la promoción entre River y Belgrano, en el Estadio Monumental de Buenos Aires (el partido de ida, había finalizado 2-0 para el equipo cordobés). En el comienzo del partido, River marcó el 1-0 , por lo que necesitaba otro gol para mantenerse en primera. Minutos después, Pezzotta no cobró una clara falta de Claudio Pérez sobre Leandro Caruso dentro del área, un penal que podría haber sido el 2-0 y, momentáneamente, la salvación para River.
Durante el entretiempo, fue increpado por barrabravas de River en el vestuario (hecho que fue posteriormente confirmado por cámaras ubicadas en los pasillos del club). Ya en el segundo tiempo, cobró un penal a favor de River, el cual sería atajado por Juan Carlos Olave. El partido finalizaría en empate 1-1, resultado que le otorgó el ascenso al equipo cordobés y desembocó en el histórico descenso de River. Años después, Pezzotta manifestó que los sucesos de aquel partido implicaron en graves consecuencias para él. Al punto de recibir amenazas telefónicas que lo llevaron a mudarse de su ciudad natal.
Se retiró de la profesión en 2016.